# Бердагулово
Бердагу́лово (баш. Бирҙеғол) — деревня в Белорецком районе Республики Башкортостан России. Входит в состав Инзерского сельсовета.

## География

### Географическое положение
Находится на правом берегу реки Малый Инзер.
Расстояние до:
- районного центра (Белорецк): 75 км,
- центра сельсовета (Инзер): 22 км,
- ближайшей ж.-д. станции (Юша): 15 км.

## История
Название происходит от личного имени Бирдагул (башк. Бирҙеғол).
До 1 января 1996 года относилась к упраздненному Татлинскому сельсовету.

## Население
| 2002 | 2009 | 2010 |
| ---- | ---- | ---- |
| 188  | ↗274 | ↘240 |

Национальный состав
Согласно переписи 2002 года, преобладающая национальность — башкиры (98 %)

## Религия
В деревне есть мечеть.